# Т-18
Т-18 (МС-1 — Малый Сопровождающий) — советский лёгкий танк непосредственной поддержки пехоты 1920-х годов. Создан в 1925—1927 годах. Стал первым танком советской разработки. Серийно производился с 1928 по 1931 год, всего в нескольких вариантах было выпущено 959 танков этого типа, не считая прототипа. В конце 1920-х — начале 1930-х годов Т-18 составлял основу танкового парка РККА, но довольно быстро был вытеснен более совершенным Т-26. Применялся в бою в конфликте на КВЖД, но в 1938—1939 годах устаревшие и достигшие крайней степени износа Т-18 были в основном сняты с вооружения или использовались как неподвижные огневые точки. В незначительном количестве использовались на начальном этапе Великой Отечественной войны.

## История создания
Первым произведённым в СССР стал Танк М («Красное Сормово», «Рено-Русский»), за основу был взят французский «Рено FT-17», несколько экземпляров которого было захвачено Красной армией в 1919 году. Для начала серийного производства во Франции была закуплена лицензия и оборудование.
Трофейный танк «Рено» FT-17 был предоставлен заводу «Красное Сормово», которому было поручено наладить его серийное производство с выпуском первой партии из 15 единиц к концу 1920 года. Но машина эта более походила на груду металла, как вспоминает потомственный рабочий и строитель танка Иван Ильич Волков, на ней отсутствовал мотор, трансмиссия и многие другие элементы. Конструкторам завода предстояло решить важнейшую задачу: восстановить в чертежах все узлы боевой машины. Группа инженеров, возглавляемая Н. И. Хрулевым и П. И. Салтановым, энергично взялась за дело, на помощь к сормовичам приехали петроградские конструкторы с Ижорского завода, а также принимали участие рабочие завода «АМО».
Несмотря на многочисленные трудности, завод сумел собрать первый собственный танк, с именем собственным «Борец за свободу тов. Ленин», к августу 1920 года, а вскоре изготовить и остальные 14 заказанных машин. Однако из-за экономических и политических затруднений того периода дальнейшее производство танка не велось.
Позже создали Т-16 и Т-17. Цифровой индекс этих танков взят с Рено FT-17.

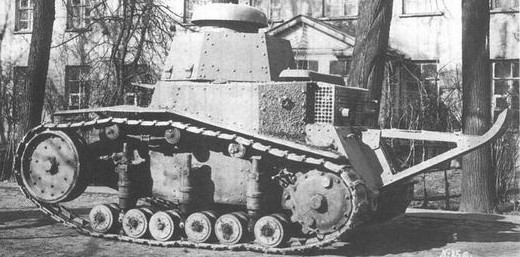
Т-16 во дворе завода «Большевик», весна 1927 года

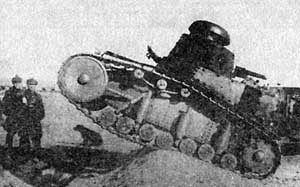
Танк МС-1 (Т-18) ОДВА, 1929 год.

Практически к вопросу производства танков вернулись в 1926 году, когда была принята трёхлетняя программа танкостроения. Она предусматривала в качестве плана-минимума организацию одного танкового батальона и учебной роты, оснащённых пехотными танками, а также одного батальона и роты, оснащённых танкетками. По расчётам это требовало производства 112 машин каждого из типов. В сентябре было проведено совещание командования РККА, руководства ГУВП и Орудийно-арсенального треста (ОАТ), посвящённое вопросам танкостроения и выбору танка для предстоящего массового производства. FT-17 был сочтён излишне тяжёлым, малоподвижным и слабо вооружённым. А стоимость одного «Танка М» («Рено-Русского») составляла 36 тыс. рублей, что не соответствовало требованиям трёхлетней программы, предусматривавшей суммарные затраты в 5 млн рублей для своей реализации при стоимости одного пехотного танка на уровне 18 тыс. рублей.
Работы по созданию более совершенного танка в СССР к тому времени уже велись. В 1924 году Комиссией по танкостроительству были разработаны ТТТ к танку сопровождения пехоты, утверждённые в конце того же года. В соответствии с ними предполагалось создание танка массой в 3 тонны, с вооружением из 37-мм пушки или пулемёта, 16-мм бронёй и максимальной скоростью в 12 км/ч. При этом с 1924 года для перенятия зарубежного опыта в течение двух лет шло изучение трофейных иностранных танков, из которых наиболее благоприятное впечатление произвёл итальянский «Фиат 3000», являвшийся усовершенствованным вариантом FT-17. Один повреждённый экземпляр этого танка, очевидно, захваченный в ходе Советско-польской войны, был передан бюро в начале 1925 года. В соответствии с требованиями комиссии Танковым бюро был разработан проект танка, получившего обозначение Т-16. Весной 1925 года, после рассмотрения проекта в штабе РККА, ТТТ были скорректированы: допустимая масса танка была увеличена до 5 тонн, чтобы обеспечить размещение более мощного двигателя и одновременную установку пушки и пулемёта.
Чтобы ускорить работу, для изготовления опытного образца танка был выделен завод «Большевик», имевший в то время лучшие производственные мощности. К марту 1927 года был закончен прототип Т-16. При общем сходстве с FT-17 новый танк за счёт лучшей компоновки имел значительно меньшую длину корпуса и как следствие — меньшую массу и лучшую подвижность; значительно меньшей, по сравнению с «Рено-Русским», оказалась и его стоимость. Вместе с тем испытания Т-16 выявили у него множество недостатков, в основном в силовой установке и ходовой части. Второй прототип, при постройке которого были учтены эти замечания, был закончен к маю того же года и получил обозначение Т-18. 11—17 июня танк был подвергнут государственным испытаниям, которые в целом прошёл успешно, и по итогам которых он был 6 июля принят на вооружение под обозначением «малый танк сопровождения» (МС-1) или Т-18.

## Серийное производство
1 февраля 1928 года заводу «Большевик» был выдан первый заказ на производство 108 серийных Т-18 в течение 1928—1929 годов. Первые 30 из них, строившиеся на средства Осоавиахима, необходимо было поставить уже до осени 1928 года и с этой задачей завод успешно справился. С 1930 года к производству танка был подключён Мотовилихинский машиностроительный завод, являвшийся дублёром по выпуску Т-18, но освоение производства на нём шло медленнее, тем более, что в поставках двигателя, трансмиссии, гусениц и брони он зависел от завода «Большевик». План по выпуску танка на 1929 год выполнен не был, но поскольку новый танк тем не менее постепенно осваивался в производстве, в 1929—1930 годах план выпуска был увеличен уже до 300 единиц. По другим данным, по программе «Система танко-тракторо-авто-броневооружения РККА», разработанной под руководством начальника штаба РККА, план выпуск Т-18 на 1929—1930 годы составил 325 единиц. Всего же в 1928 году было выпущено 23 танка 1-й производственной серии.
Тем временем устаревший 6,5-мм спаренный пулемёт системы Фёдорова был заменён в танке одиночным новым 7,62-мм ДТ-29, с 1930 года ставшим стандартным советским танковым пулемётом. Такой модернизированный танк получил обозначение Т-18 2-й серии и отличался от ранней модификации также увеличением боекомплекта к пушке с 96 до 104 выстрелов и незначительными изменениями в конструкции лобовой части корпуса. Все 85 машин серии были сданы в 1929 году.
К 1929 году Т-18 уже не отвечал возросшим требованиям РККА к танкам и должен был быть заменён новым Т-19, однако разработка и развёртывание производства последнего требовали времени. Поэтому на прошедшем 17—18 июля заседании РВС, на котором была принята новая система бронетанкового вооружения, делавшая Т-18 устаревшим, одновременно было решено до появления замены ему сохранять Т-18 на вооружении, вместе с принятием мер по увеличению его скорости до 25 км/ч. Как результат, Т-18 подвергся существенной модернизации. Вооружение Т-18 планировалось усилить путём установки длинноствольной — «большой мощности», по терминологии того времени — 37-мм пушки, а для уравновешивания башни, потяжелевшей бы после этого в лобовой части, она была снабжена развитой кормовой нишей, которую планировалось также использовать для установки радиостанции. Но в реальности ни новая пушка, ни танковая радиостанция на Т-18 так и не попали. Изменениям подверглась и силовая установка, мощность двигателя была увеличена с 35 до 40 л. с., а также новый многодисковый фрикцион. Ряд других, менее значительных, изменений были введены и в других узлах машины. Кроме того была введена новая гусеница с литыми траками. Такой модернизированный танк стал именоваться Т-18 3-й производственной серии. Всего их построили в 1930 - 31 годах 395 штук и ещё 12 выпустил ММЗ, хотя, судя по комплектации, эти танки скорее относились ко 2-й серии.
В 1931 году началось производство последней, 4-й, серии, отличавшейся от последней новым ведущим колесом. Таких машин сдали 445, включая 15 выпуска ММЗ.
Производство Т-18 продолжалось до конца 1931 года, когда его сменил в производстве новый танк сопровождения пехоты — Т-26. Часть машин, выпущенных в 1931 году, была принята военной приёмкой только в начале 1932 года, поэтому в некоторых источниках говорится, что производство Т-18 было закончено только в этом году. Всего же за четыре года выпуска, в четырёх производственных сериях, было изготовлено 960 серийных танков Т-18 всех модификаций; в некоторых источниках также встречается цифра в 962 танка, но в неё входят два прототипа: Т-16 и эталонный Т-18.
| Производитель                   | 1927 | 1928 | 1929 | 1930 | 1931 | Всего |
| ------------------------------- | ---- | ---- | ---- | ---- | ---- | ----- |
| З-д Большевик/№ 174 (Ленинград) | 1    | 23   | 85   | 306  | 519  | 934   |
| ММЗ (Пермь)                     |      |      |      | 12   | 15   | 27    |
| Всего                           | 1    | 23   | 85   | 318  | 534  | 961   |

## Дальнейшее развитие

### Танки для замены Т-18
На заседании РВС 17—18 июля 1929 года, вместе с признанием Т-18 устаревшим, было выдвинуто требование создания нового танка поддержки пехоты для его замены. Разработка проекта, получившего обозначение Т-19, была поручена главному конструкторскому бюро Орудийно-арсенального треста. Новый танк получил подвеску по образцу французского NC-27, который как и Т-18 являлся дальнейшим развитием FT-17. Т-19 был значительно длиннее Т-18, что позволяло улучшить проходимость и уменьшить колебания танка на ходу. Вооружение Т-19 должно было состоять из создававшейся для Т-18 37-мм пушки Б-3 и пулемёта в одноместной башне, кроме того, в состав экипажа вводился стрелок с курсовым пулемётом ДТ-29. Для повышения бронестойкости корпуса его листы предполагалось размещать под большими углами наклона.
Поскольку создание Т-19, которое предполагалось завершить ещё к 15 января 1930 года, затягивалось, помимо продолжения производства Т-18 было решено провести его капитальную модернизацию. Проект получил обозначение «Т-18 улучшенный» или Т-20, а его разработка велась зимой—весной того же года. В нём были ликвидированы некоторые недостатки, явившиеся следствием создания Т-18 из Т-16. Основные изменения в танке коснулись корпуса, который получил более рациональную конструкцию, что позволило упростить и облегчить его, а также увеличить объём надгусеничных полок и размещённых в них топливных баков. Из ходовой части Т-20 был убран одиночный опорный каток и изменено расположение остальных, как опорных, так и поддерживающих, а также поднят ленивец. Первый броневой корпус Т-20 был изготовлен в мае 1930 года. Предполагалось также установить на танк новый двигатель мощностью 60 л. с., но он был готов только к октябрю того же года и на испытаниях развил мощность лишь в 57 л. с. В октябре также были изготовлены опытные сварные броневые корпуса для Т-20, но несмотря на их перспективность и хорошие результаты испытаний обстрелом, применение сварки в серийном производстве в то время представлялось проблематичным.
Работы по Т-20 также затягивались. По планам первые 15 танков должны были быть готовы до 7 ноября 1930 года, на 1931—1932 годы было заказано производство ещё 350 единиц, но первый прототип не был полностью закончен и в 1931 году. Сравнительные испытания прототипов Т-20 (практически завершённого к их моменту) и Т-26, проведённые в январе 1931 года, показали преимущество последнего, что привело к прекращению дальнейших работ над Т-20. Работы по Т-19 продолжались и первый его прототип был в основном завершён в июне — августе 1931 года. Это не касалось башни, вместо которой была установлена башня серийного Т-18. Характеристики Т-19 оказались хуже запланированных и уступали Т-26, который вдобавок оказался намного дешевле. В результате работы над Т-19 были свёрнуты в пользу Т-26, в том же году сменившего Т-18 на сборочных линиях.

### Попытки модернизации Т-18
Одним из направлений модернизации Т-18 в первые годы стало повышение проходимости, прежде всего в части преодоления рвов. В 1929 году один танк был в опытном порядке оснащён вторым «хвостом» спереди, снятым с другого Т-18. Из-за характерного вида переоборудованный танк получил прозвища «носорог» и «тяни-толкай». Хотя ширина преодолеваемого рва при этом возросла, обзор для механика-водителя резко ухудшился, в результате чего в серию подобная модификация не пошла. Предлагался также проект установки на Т-18 поворотной стрелы с колёсами, опускавшимися в ров, после чего танк мог бы преодолевать препятствие по ним. Помимо этого, колёса могли использоваться для подмятия проволочных заграждений. Сведения о том, был ли этот проект воплощён в металле, отсутствуют, хотя позднее подобные устройства в СССР разрабатывались уже для более современных танков.
В 1933 году в конструкторском бюро завода «Большевик» был разработан проект модернизации танка, получивший обозначение МС-1а с изменённой ходовой частью, которая включала новое ведущее колесо диаметром 660 мм, и элементы ходовой части танка Т-26 (полторы тележки с упругим элементом в виде листовых рессор и поддерживающие катки). Предполагалось, что с помощью этого удастся повысить ресурс ходовой части и скорость движения, а также уменьшить продольные колебания танка на ходу. Однако испытания опытного образца, начавшиеся 19 мая 1933 года, показали, что его подвижность даже ухудшилась и дальнейшие работы по МС-1а были прекращены.
Когда в 1937 году перед Автобронетанковым управлением была поставлена задача модернизации остававшихся на вооружении устаревших образцов бронетехники, одним из первых кандидатов на неё стал Т-18. Проект модернизации, получивший обозначение Т-18М, был разработан в 1938 году в конструкторском бюро завода № 37 под руководством Н. А. Астрова. Основным изменением стала замена изношенной силовой установки двигателем ГАЗ М-1 мощностью 50 л. с., устанавливавшимся также на малом танке Т-38 и установка взятых от него же коробки передач, ведущих колёс и механизма поворота по типу бортовых фрикционов. В связи с этим незначительно изменена была и форма корпуса, который также лишился «хвоста». Доработке подверглась также ходовая часть, а башня была облегчена за счёт ликвидации кормовой ниши и изменения формы командирской башенки. На танк устанавливалась 37-мм пушка Б-3 или 45-мм 20-К, к тому времени уже серийно производившаяся в течение нескольких лет. Был построен единственный прототип Т-18М, прошедший испытания в марте 1938 года. По их результатам было отмечено, что несмотря на явное повышение характеристик танка, модернизация создала и некоторые новые проблемы. В целом же был сделан вывод, что боевая ценность Т-18М не оправдывает затрат на модернизацию существующего танкового парка, в связи с чем дальнейшие работы в этом направлении были прекращены.

## Тактико-технические характеристики
| ТТХ FT-17 и семейства танков Т-18       |                                              |                                   |                                   |                                   |                                   |                                   |                                           |
|                                         | FT-17                                        | Т-16                              | Т-18 обр. 1927 г.                 | Т-18 обр. 1929 г.                 | Т-18 обр. 1930 г.                 | Т-20                              | Т-18М (МС-1 обр. 1938 г.)                 |
| Размеры                                 |                                              |                                   |                                   |                                   |                                   |                                   |                                           |
| Длина без «хвоста»                      | 4,12                                         | 3,42                              | 3,47                              | 3,47                              | 3,45                              | 3,47                              | 3,52                                      |
| Длина полная                            | 5,01                                         | 4,35                              | 4,38                              | 4,38                              | 4,35                              | 4,50                              | 4,30                                      |
| Ширина, м                               | 1,74                                         | 1,80                              | 1,76                              | 1,76                              | 1,76                              | 1,76                              | 1,75                                      |
| Высота, м                               | 2,38                                         | 2,03                              | 2,12                              | 2,12                              | 2,12                              | 2,15                              | 2,18                                      |
| Боевая масса, т                         | 6,47 / 6,68                                  | 5,05                              | 5,30                              | 5,50                              | 5,90                              | 5,80                              | 5,80                                      |
| Бронирование, мм                        |                                              |                                   |                                   |                                   |                                   |                                   |                                           |
| Лоб корпуса                             | 16                                           | 16                                | 16                                | 16                                | 16                                | 15                                | 16                                        |
| Борта и корма корпуса                   | 16                                           | 16                                | 16                                | 16                                | 16                                | 15                                | 16                                        |
| Лоб, борта и корма башни                | 16 / 22                                      | 16                                | 16                                | 16                                | 16                                | 16                                | 16                                        |
| Крыша                                   | 8                                            | 8                                 | 8                                 | 8                                 | 8                                 | 7                                 | 8                                         |
| Днище                                   | 8                                            | 8                                 | 8                                 | 8                                 | 8                                 | 7                                 | 8                                         |
| Вооружение                              |                                              |                                   |                                   |                                   |                                   |                                   |                                           |
| Пушка                                   | 37-мм «Гочкис» SA18 или 1 × 7,62-мм mle.1914 | 37-мм «Гочкис»                    | 37-мм «Гочкис» или ПС-1           | 37-мм «Гочкис» или ПС-1           | 37-мм «Гочкис» или ПС-1           | 37-мм «Гочкис» или ПС-1           | 37-мм Б-3 или 45-мм 20-К                  |
| Пулемёты                                | 37-мм «Гочкис» SA18 или 1 × 7,62-мм mle.1914 | 2 × 6,5-мм Фёдорова               | 2 × 6,5-мм Фёдорова               | 2 × 6,5-мм Фёдорова               | 1 × 7,62-мм ДТ                    | 1 × 7,62-мм ДТ                    | 1 × 7,62-мм ДТ                            |
| Боекомплект, выстрелов / патронов       | 237 / 4800                                   | 81 / 4000                         | 96 / н/д                          | 104 / 2016                        | 104 / 2016                        | 109 / 3000                        | н/д / 1449                                |
| Подвижность                             |                                              |                                   |                                   |                                   |                                   |                                   |                                           |
| Двигатель                               | бензиновый 4‑цилиндровый 39 л. с.            | бензиновый 4‑цилиндровый 35 л. с. | бензиновый 4‑цилиндровый 35 л. с. | бензиновый 4‑цилиндровый 35 л. с. | бензиновый 4‑цилиндровый 40 л. с. | бензиновый 4‑цилиндровый 60 л. с. | бензиновый 4‑цилиндровый ГАЗ М-1 50 л. с. |
| Удельная мощность, л. с./т              | 6,03 / 5,83                                  | 6,93                              | 6,60                              | 6,36                              | 6,78                              | 6,89                              | 8,62                                      |
| Максимальная скорость по шоссе, км/ч    | 7,8                                          | 13                                | 16,4                              | н/д                               | 18,5                              | 22                                | 24,3                                      |
| Максимальная скорость по просёлку, км/ч | 3,5                                          | н/д                               | 6,5                               | н/д                               | н/д                               | н/д                               | н/д                                       |
| Запас хода по шоссе, км                 | 35                                           | 100                               | 100                               | н/д                               | 120                               | 192                               | н/д                                       |
| Удельное давление на грунт *, кг/см²    | 0,60                                         | 0,378                             | 0,37                              | н/д                               | 0,374                             | 0,33                              | 0,37                                      |
| Преодолеваемый ров, м                   | 1,35                                         | 1,5                               | 1,85                              | 1,85                              | 1,85                              | 1,9                               | н/д                                       |
| Преодолеваемая стенка, м                | 0,6                                          | 0,5                               | 0,5                               | 0,5                               | 0,55                              | 0,55                              | н/д                                       |
| Преодолеваемый брод, м                  | 0,7                                          | 0,72                              | 0,8                               | 0,8                               | 0,8                               | 0,8                               | н/д                                       |

- Надо иметь в виду, что для наших танков дано удельное давление при погружении на 100 мм, когда длина опорной поверхности возрастает от 1700 мм (для твердого грунта) до 2630 мм. То есть, на твердом грунте удельное давление будет составлять вместо 0,37 уже 0,57 кг/см², и «разительное отличие» от Рено-FT17 и его зарубежных аналогов пропадает.

## Описание конструкции
Т-18 имел классическую компоновку с расположением моторно-трансмиссионного отделения в кормовой части танка, а совмещённого отделения управления и боевого — в лобовой. Экипаж танка состоял из двух человек — механика-водителя и командира, также выполнявшего функции стрелка.

### Броневой корпус и башня

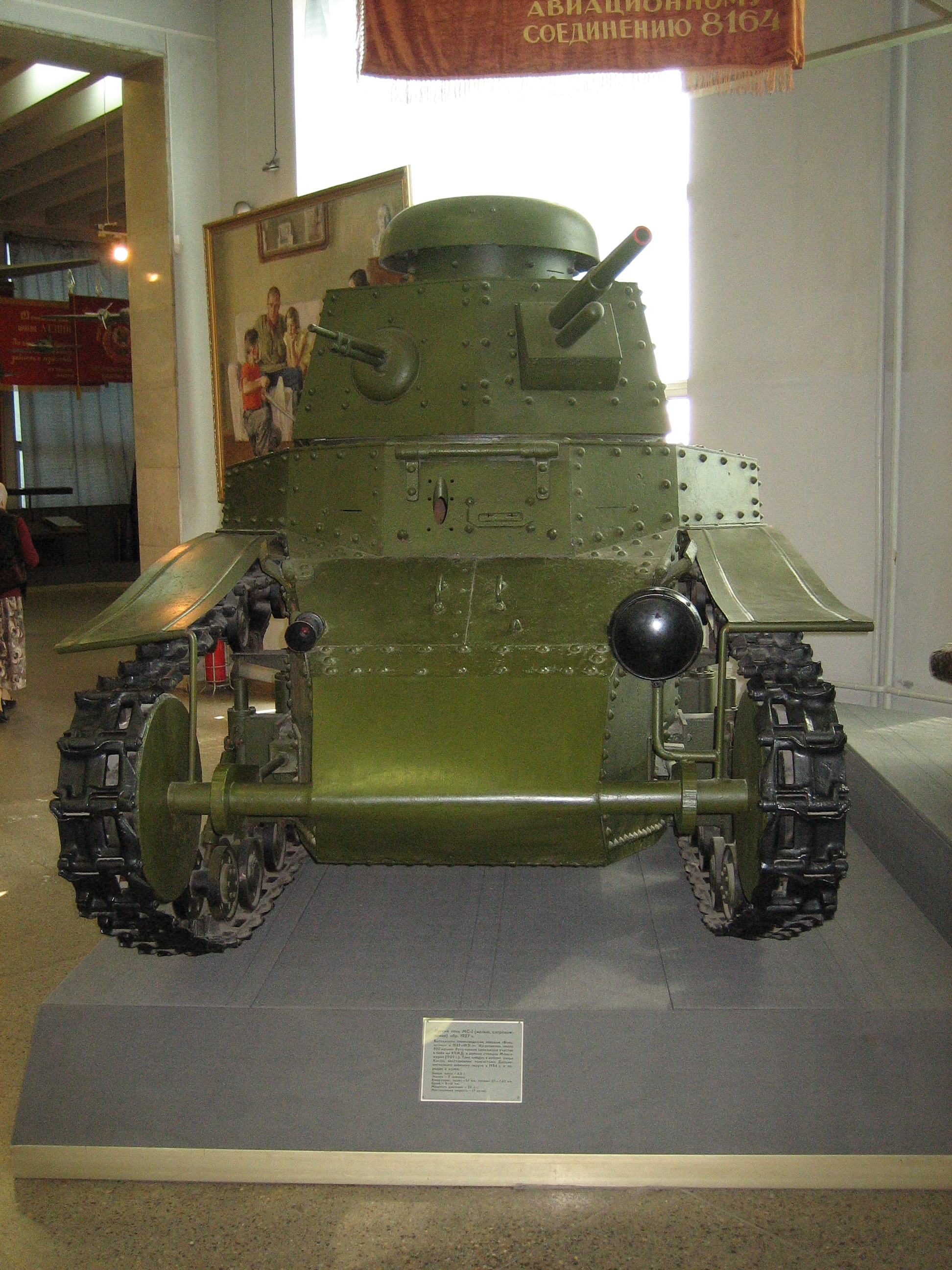
Восстановленный Т-18 из экспозиции Военного музея в Москве

Т-18 имел равнопрочную противопульную бронезащиту. Броневой корпус и башня танка собирались из катаных листов броневой стали толщиной 8 мм для горизонтальных поверхностей и 16 мм для вертикальных. Сборка броневых конструкций осуществлялась на каркасе, в основном при помощи заклёпок, тогда как кормовые листы были выполнены съёмными и крепились на болтах. На первых танках 8-мм бронелисты выполнялись из двухслойной, а 16-мм — из трёхслойной брони, изготовлявшейся по способу А. Рожкова, но на последующих машинах для удешевления производства перешли к обычной гомогенной броне.
Форма корпуса — со ступенчатой лобовой частью и развитыми надгусеничными нишами, установка броневых листов — в основном вертикальная или с незначительными углами наклона. Внутри корпус разделялся перегородкой между моторным и боевым отделениями. Для высадки и посадки командира служил круглый люк в крыше башни, а механик-водитель имел трёхстворчатый люк в лобовой части корпуса. Створка в верхнем лобовом листе открывалась вверх, а две остальные в среднем лобовом листе откидывались в стороны. Доступ к агрегатам двигателя и трансмиссии осуществлялся через откидные кормовой лист и крышу моторного отделения, ещё один двухстворчатый люк имелся в моторной перегородке для доступа к силовой установке изнутри танка. Танки раннего выпуска имели также люк в днище моторного отделения под картером двигателя, но на танках образца 1930 года он был упразднён. В днище боевого отделения располагался люк для выброса стреляных гильз и удаления попавшей в корпус воды. Воздух к двигателю поступал через броневой воздухозаборник в крыше моторного отделения, а вывод нагретого воздуха осуществлялся через отверстие в корме.
Башня Т-18 обр. 1927 г. имела в плане форму, близкую к правильному шестиугольнику, с незначительным наклоном вертикальной брони. На крыше башни имелась командирская башенка, закрывавшаяся откидным грибовидным колпаком, служившим и крышкой люка командира. Вооружение размещалось в двух передних гранях башни, пушка — в левой, а пулемёт — в правой, однако при необходимости на Т-18 обр. 1927 г. он мог переноситься в дополнительную амбразуру в левой задней грани, на танках обр. 1930 г. упразднённую. Для вентиляции в башне имелись вентиляционные отверстия в основании командирской башенки, которые могли закрываться кольцевой броневой заслонкой, а также вентиляционное окошко в правом борту; средства принудительной вентиляции отсутствовали. Башня устанавливалась на подбашенном листе на шариковой опоре и поворачивалась вручную, при помощи спинного упора. В качестве сиденья командира служил подвесной ремень. На Т-18 обр. 1930 г. башня получила развитую кормовую нишу, по проекту предназначавшуюся для установки радиостанции. Однако из-за отсутствия радиостанций кормовая ниша башни обычно использовалась для размещения боекомплекта.

### Вооружение
Основным вооружением Т-18 являлась 37-мм танковая пушка системы Гочкиса на танках ранних выпусков и модели Гочкис-ПС — на основной части машин. Пушка Гочкиса была создана на основе морской пушки, отличаясь от неё иной конструкцией затвора. Орудие имело длину ствола в 20 калибров / 740 мм, клиновый затвор, гидравлический компрессор-тормоз и пружинный накатник. С 1928 года её должна была заменить спроектированная П. Сячинтовым пушка ПС-1, представляющая собой усовершенствованный вариант пушки Гочкиса. Её конструктивными отличиями от прототипа были более длинный ствол с дульным тормозом, использование более мощного выстрела, изменения в ударно-спусковом механизме и ряд других деталей. Однако освоение нового выстрела сочли нецелесообразным, и в оригинальном виде ПС-1 не выпускалась, вместо неё в производство пошло «гибридное» орудие, представляющее собой наложение ствола пушки Гочкиса на механизмы пушки ПС-1. Данное орудие известно как «Гочкис-ПС», «Гочкис тип 3» или под заводским индексом 2К.
Пушка размещалась слева в лобовой части башни на горизонтальных цапфах, наводка орудия в вертикальной плоскости осуществлялась его качанием при помощи плечевого упора, в горизонтальной плоскости — поворотом башни. Наведение на большинстве выпущенных танков осуществлялось при помощи простого диоптрического прицела, но на части танков выпуска 1930—1931 годов устанавливались телескопические прицелы производства Мотовилихинского машиностроительного завода, обеспечивавшие увеличение ×2,45 и поле зрения в 14°20′.
Обе пушки использовали один и тот же ассортимент боеприпасов, боекомплект состоял из 96 на Т-18 обр. 1927 г., или 104 на Т-18 обр. 1929 и 1930 гг., унитарных выстрелов с (бронебойными) и осколочными снарядами и картечью. Выстрелы размещались в брезентовых сумках в боевом отделении в корпусе танка.
| Боеприпасы пушек Гочкис и Гочкис-ПС |                    |                   |             |                       |                        |
| Тип снаряда                         | Масса выстрела, кг | Масса снаряда, кг | Масса ВВ, г | Дульная скорость, м/с | Дальность табличная, м |
| чугунное ядро Гочкиса               | 0,71               | 0,50              | —           | н/д                   | н/д                    |
| стальная осколочная граната         | 0,71               | 0,50              | 40          | н/д                   | н/д                    |
| чугунная осколочная граната         | 0,72               | 0,51              | н/д         | н/д                   | н/д                    |
| картечь                             | н/д                | н/д               | 75 пуль     | н/д                   | н/д                    |
| картечь, короткая                   | 0,65               | 0,51              | 50 пуль     | н/д                   | н/д                    |

Кроме пушки, Т-18 вооружались спаренным 6,5-мм пулемётом Фёдорова, размещавшимся в шаровой установке справа в лобовой части башни, его боекомплект составлял 1800 патронов в коробчатых магазинах по 25 патронов. На Т-18 обр. 1929 г. он был заменён принятым к тому времени в качестве единого танкового 7,62-мм пулемётом ДТ-29, имевшим боекомплект в 2016 патронов в 32 дисковых магазинах по 63 патрона.

### Средства наблюдения и связи
В небоевой обстановке механик-водитель вёл наблюдение за местностью через свой открытый люк для посадки-высадки. Для наблюдения в боевых условиях у него имелся расположенный справа в верхней крышке люка перископический смотровой прибор, а также три смотровых щели в скуловых листах корпуса и с левой стороны крышки люка. Защитных стёкол щели не имели, но могли закрываться с внутренней стороны броневыми заслонками. Командир танка вёл наблюдение за местностью из командирской башенки, по периметру которой имелось пять смотровых щелей аналогичной конструкции, либо же через прицелы оружия.
Единственным средством внешней связи служила флажковая сигнализация, планировалась установка радиостанции на Т-18 обр. 1930 г., но в действительности этого сделано не было. Часть танков выполнялась в командирском варианте, отличаясь от линейных машин только установкой мачты для вывешивания флажков, придававшей им лучшую заметность. Каких-либо специальных средств внутренней связи на Т-18 не имелось.

### Двигатель и трансмиссия
Т-18 оснащался рядным 4-цилиндровым четырёхтактным карбюраторным двигателем воздушного охлаждения, конструкции А. Микулина. Мощность силовой установки на танках ранних выпусков составляла 35 л. с. при 1800 об/мин, на Т-18 обр. 1930 г. её увеличили до 40 л. с. Двигатель размещался в моторно-трансмиссионном отделении поперечно, что позволяло значительно сократить длину последнего. Два топливных бака общим объёмом 110 литров размещались в надгусеничных нишах. Значительная роль в создании, серийном сопровождении, доработках и модернизации силовой установки танка Т-18 принадлежала конструктору моторостроительного КБ завода «Большевик» баронессе Лили-Марии Яльмаровне Пальмен.
За исключением бортовых передач трансмиссия Т-18 была объединена в едином блоке с двигателем, в её состав на танках ранних выпусков входили:
- однодисковый главный фрикцион сухого трения;
- механическая трёхступенчатая коробка передач;
- механизм поворота по типу конического дифференциала;
- два ленточных тормоза, служивших как для поворота, так и для торможения танка;
- две однорядные бортовые передачи, встроенные в ступицы ведущих колёс.

Т-18 обр. 1930 г. отличались от танков ранних выпусков установкой многодискового главного фрикциона с трением рабочих поверхностей в масле (сталь по стали) и четырёхступенчатой коробки передач, а также изменённым электрооборудованием двигателя.

### Ходовая часть
Ходовая часть Т-18 первых серий применительно к каждому борту состояла из ленивца, ведущего колёса, семи обрезиненных сдвоенных опорных катков малого диаметра и трёх обрезиненных сдвоенных поддерживающих катков. На танках позднего выпуска ввели четвёртый поддерживающий каток. Шесть задних опорных катков были сблокированы по два на балансирах, подвешенных на прикрытых защитными кожухами вертикальных цилиндрических пружинах. Передний опорный каток крепился на отдельном рычаге, соединённом с передней тележкой подвески и подрессоривался отдельной наклонной пружиной. Свою амортизацию в виде листовых рессор имели в зависимости от времени выпуска танка два или три передних поддерживающих катка.
Гусеницы Т-18 — стальные, гребневого зацепления, крупнозвенчатые. Согласно инструкции, каждая гусеница состояла из 51 трака шириной 300 мм, но в реальности их число варьировалось от 49 до 53. На танках ранних выпусков траки имели сложную конструкцию из нескольких частей, соединявшихся клёпкой, но с 1930 года танки стали комплектоваться новой гусеницей из цельнолитых траков, обладавшей лучшим сцеплением с грунтом по сравнению с предыдущим вариантом.

### Электрооборудование
Электрооборудование было однопроводным с напряжением бортовой сети 12 В. В качестве источников электрической энергии использовались генератор постоянного тока и 12-вольтовая стартерная аккумуляторная батарея ёмкостью 100 А·ч. Система зажигания от магнето. Пуск двигателя производился электрическим стартером или пусковой рукояткой.

## Машины на базе Т-18
Став первой серийной танковой базой в СССР, Т-18 использовался во многих ранних проектах специальных машин. Но, как из-за малых размеров базового танка, так и вследствие того, что уже к 1929 году он считался устаревшим, подавляющее большинство этих разработок не вышло за проектную стадию и даже те немногие, что всё же были воплощены в металле, на вооружение приняты не были.

### Телетанки
Наибольшее развитие из всех специальных машин на базе Т-18 получили телетанки. В 1927 году Центральной лабораторией проводной связи была разработана опытная аппаратура радиоуправления для танка. Установленная на Т-18 четырёхкомандная система управления «Мост-1» обеспечивала поворот танка, включение и выключение главного фрикциона (то есть движение/остановку танка). Разработанная позднее усовершенствованная версия аппаратуры позволяла управлять одновременно движением трёх танков. Испытания опытного образца телетанка, начавшиеся 23 марта 1930 года, вместе с аналогичными экспериментами годом ранее с использованием базы «Рено-Русского» показали принципиальную правильность идеи.
В 1933 году был изготовлен танк, оснащённый улучшенной шестнадцатикомандной аппаратурой управления и получивший в 1934 году обозначение ТТ-18. Новая аппаратура позволяла танку дополнительно менять скорость и направление движения, глушить и заводить двигатель, а также использовать находившееся на борту специальное оборудование — заряд ВВ и химические приборы. Максимальная дальность управления составляла 1500 метров, реальная — 500—1000 метров. По разным данным было изготовлено от пяти до не менее чем семи ТТ-18, управление которыми осуществлялось с ради́йного танка на базе Т-26. Пять ТТ-18 в январе — феврале и октябре 1933 года прошли испытания, которые показали, что из-за малых массы и габаритов, телетанк был практически не способен двигаться по прямой, так как его постоянно уводило в сторону на неровностях местности. В связи с прекращением производства Т-18 дальнейшие работы в этом направлении были ориентированы на использование Т-26 в качестве базы.

### Самоходные артиллерийские установки

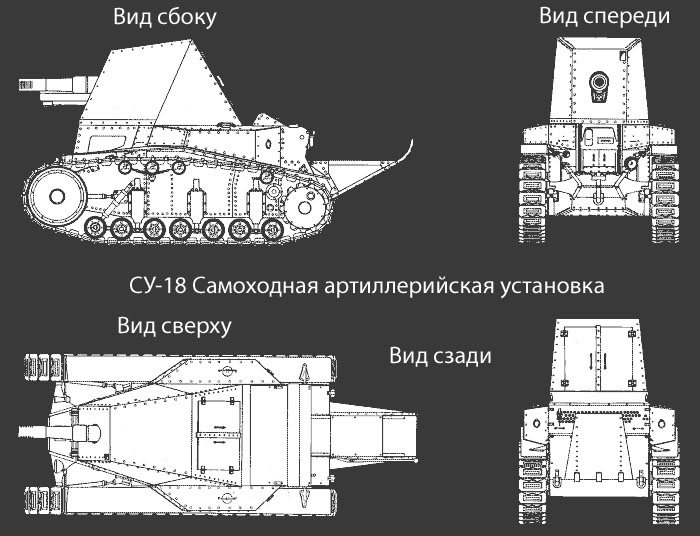
САУ СУ-18

Разработка комплекса самоходно-артиллерийских установок (САУ) на шасси Т-18 была начата в декабре 1927 года Научно-исследовательским бюро АНИИ в рамках «Основных технических требований по системе вооружения». Список предполагавшихся к разработке вариантов включал САУ с 76,2-мм полковой пушкой для непосредственной поддержки пехоты, 45-мм пушкой на роль истребителя танков и две ЗСУ, с 7,62-мм пулемётной установкой и со спаренной 37-мм автоматической пушкой. Однако реально полностью проработан был только проект 76-мм САУ СУ-18. Орудие монтировалось в полностью закрытой броневой рубке, размещавшейся над боевым отделением и нависавшей над лобовой частью танка, опираясь рамой на средний лобовой лист. Уже на проектной стадии стало очевидным, что добиться удовлетворительного размещения 76-мм орудия с расчётом на базе Т-18 без её капитальной переделки невозможно, поэтому, хотя 11 июня 1930 года было принято решение о постройке прототипа САУ до 10 октября того же года, позднее оно было отменено и дальнейшие разработки в этом направлении переведены на базу более крупного Т-19.
В 1931—1932 годах прорабатывалась возможность использования Т-18 для перевозки 122-мм или 152-мм гаубицы. Однако на испытаниях танка, нагруженного балластом, равным весу 152-мм гаубицы, выяснилось, что он вовсе не может сдвинуться с места на мягком грунте, поэтому работы в этом направлении были также прекращены.

### Транспортёры
Помимо этого, был разработан подвозчик боеприпасов — «танк снабжения» в тогдашней терминологии — предназначавшийся для снабжения в боевых условиях САУ на базе Т-18 и Т-19. Транспортёр не имел башни и надгусеничных ниш корпуса, топливные баки из которых были перенесены в боевое отделение. Вместо этого, на надгусеничных полках размещалось по контейнеру из 5—7-мм брони, внутри которых могли перевозиться до 50 76,2-мм выстрелов в 10 ящиках, 192 45-мм выстрела в 16 лотках или эквивалентное по массе количество коробок с 7,62-мм патронами. Проект получил одобрение, но построен даже в виде прототипа так и не был.
В 1930 году главным конструкторским бюро ГАУ был разработан проект бронированного трактора на базе Т-18, а в апреле 1931 года был построен его прототип. Бронетрактор отличался от танка открытым сверху корпусом, над которым мог натягиваться тент для защиты от непогоды, а также несколько изменённой ходовой частью. Помимо водителя, трактор мог перевозить в корпусе ещё троих человек. В июне 1931 года трактор прошёл полигонные испытания, выявившие его малопригодность для буксировки грузов, а также сложность конструкции и ненадёжность в эксплуатации, в связи с чем дальнейшие работы по нему были прекращены.

### Химические (огнемётные) танки
В 1932 году на базе Т-18 был создан химический танк ХТ-18. От линейного танка образца 1930 года он отличался лишь открытой установкой на «хвосте» химического прибора ТДП-3, который мог использоваться для распыления отравляющих веществ, дегазации местности или установки дымовой завесы. Танк прошёл испытания летом 1932 года на НИХП ХКУКС РККА, однако на вооружение принят не был, хотя опыты с ним продолжались ещё до 1934 года. Прорабатывался и проект огнемётного танка ОТ-1 с установкой огнемёта на «хвосте», для обороны от вражеской пехоты. Позднее был также разработан проект огнемётного танка с установкой огнемётного оборудования в башне на месте пушки, с ограниченными углами горизонтальной наводки, во избежание перекручивания шлангов подачи огнесмеси из боевого отделения. Дальнейшие работы в этом направлении были прекращены, поскольку к тому времени химические (огнемётные) танки разрабатывались уже на более совершенном шасси Т-26.

### Инженерные машины
После принятия в 1929 году программы «Система танко-тракторо-авто-броневооружения РККА», предусматривавшей создание механизированных переправочных средств, первый проект самоходного моста был разработан на базе Т-18. Проект, обозначавшийся как «штурмовой сапёрный танк», предусматривал установку на лишённый башни танк выдвижного деревянного двухколейного моста, обеспечивавшего переправу через реки или рвы шириной до 4 метров автомобилей, танкеток и малых танков. Кроме этого, машина оснащалась буром для бурения шурфов и механической пилой по дереву. Как и другие машины на базе Т-18, штурмовой сапёрный танк не вышел за стадию проекта.

## Окраска, тактические и опознавательные знаки

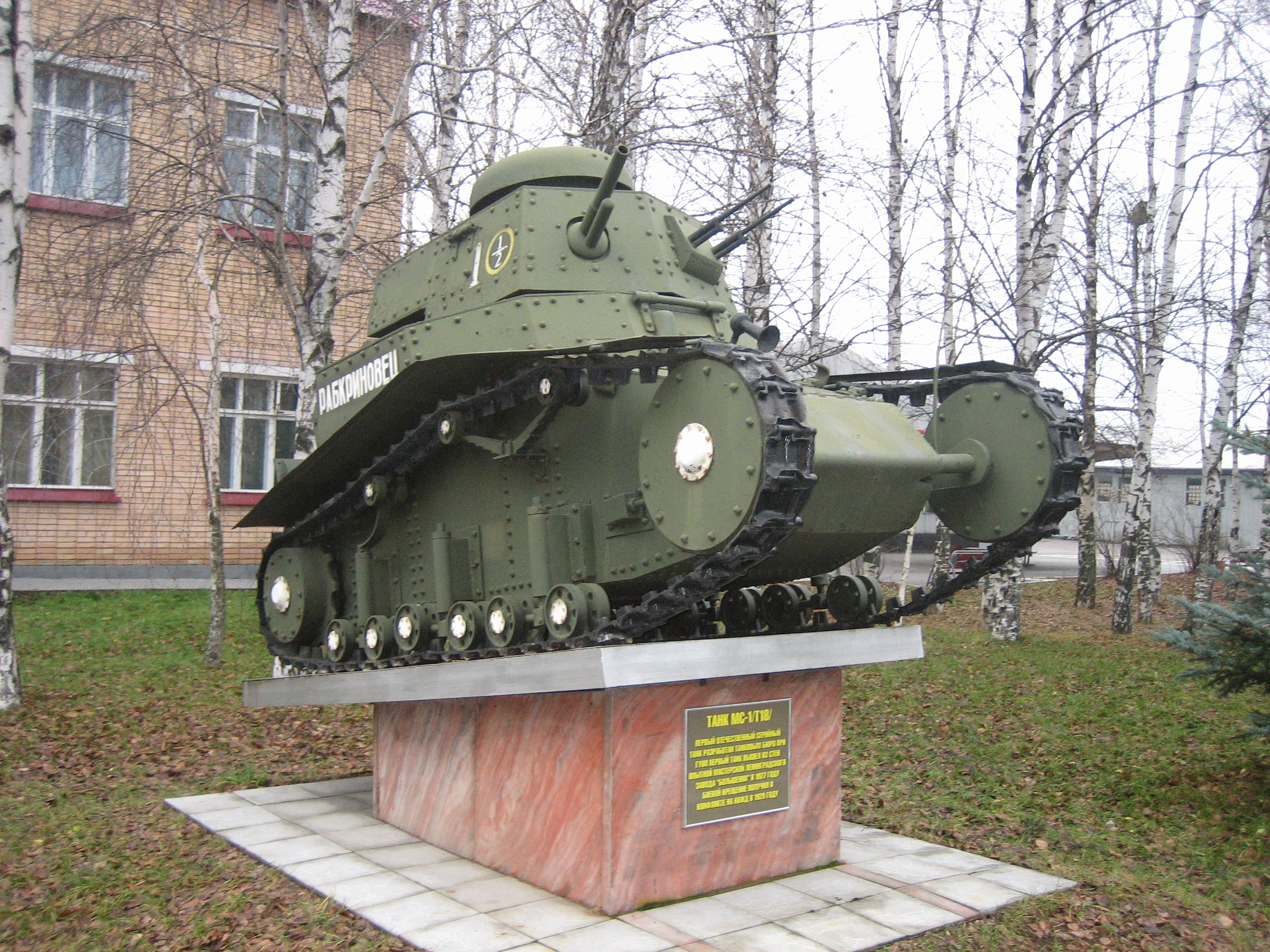
Музейный Т-18, несущий окраску и тактический знак образца 1929 года

В соответствии с изданным весной 1927 года приказом, стандартизировавшим окраску бронетехники, Т-18 первоначально целиком окрашивались в светло-зелёный «травяной» цвет. Тактический знак, обозначавший принадлежность танка внутри полка, наносился на надгусеничных нишах и передней кромке командирской башенки, а на командирских машинах — ещё и на корме башни. Ранний вариант тактического знака состоял из последовательно вписанных друг в друга треугольника, круга, квадрата и римской цифры, обозначавших, соответственно, батальон, роту в батальоне, взвод в роте и номер конкретной машины во взводе. Первые три из них выражались цветом фигуры — красный для первого, белый для второго и чёрный для третьего. Запасные танки в батальоне несли только контурный треугольник соответствующего батальону цвета.
Новая более проработанная система окраски и обозначений была введена в 1929 году. Общая окраска была заменена на тёмно-зелёную, как менее заметную на фоне листвы и хвои деревьев. Изменился и тактический знак, в его состав теперь входили: арабская цифра высотой 30 см, обозначавшая номер машины во взводе, командирские машины обозначались отсутствием этой цифры; расположенное правее неё цветовое кольцо, обозначавшее номер батальона и вписанная в кольцо вертикальная дробь, в числителе которой был обозначен номер роты, а в знаменателе — взвода. В системе цветовых обозначений чёрный, как малозаметный на тёмно-зелёном фоне, был заменён на жёлтый. В дальнейшем, до начала Великой Отечественной войны, система окраски и обозначений неоднократно менялась, но Т-18, практически снятые с вооружения, это мало затрагивало.

## Организационно-штатная структура
В РККА Т-18 поступали на вооружение танковых батальонов, включавшихся в состав механизированных частей. В состав танкового батальона входили взводы управления и восстановления (штабной и ремонтный), артбатарея с двумя 76-мм полевыми орудиями и две или три танковые роты, в каждой из которых насчитывалось три взвода по три танка и один штабной танк. С 1929 года Т-18 поступали в механизированные полки, с одним двухротным танковым батальоном в каждом, насчитывавшие, таким образом, всего 20 танков на полк. С 1930 года началось формирование механизированных бригад, в состав которых входил танковый полк с двумя батальонами Т-18 трёхротного состава. Всего, таким образом, в механизированной бригаде насчитывалось 60 Т-18.

## Эксплуатация и боевое применение

### Ранние годы
Первые Т-18 начали поступать в войска в 1928 году, а уже к следующему году заняли место основного танка на вооружении РККА. Из общего числа выпущенных танков этого типа 103 машины были сразу же переданы в распоряжение Осоавиахима и других военно-технических учебных заведений, 4 были переданы ОГПУ, 2 — Четвёртому управлению и 1 — Военно-химуправлению РККА, остальные поступили на вооружение различных бронетанковых подразделений. Т-18 активно использовались для боевой подготовки как бронетанковых подразделений, так и других родов войск, отрабатывавших тактику противотанковой обороны. На этом раннем этапе Т-18 сыграли важную роль и в отработке взаимодействия танков с пехотой.

### Конфликт на КВЖД
Впервые Т-18 были применены в бою в ходе конфликта на КВЖД в ноябре 1929 года. Осенью Забайкальской группе Особой Дальневосточной армии (ОДВА) была придана рота из 10 танков, один из которых был сильно повреждён при транспортировке и разобран на запчасти для ремонта девяти оставшихся, которые и приняли участие в Мишаньфусской наступательной операции 17—19 ноября.
Танки начали выдвижение на исходные позиции поздно вечером 16 ноября, при этом они не были полностью заправлены топливом и почти не имели боекомплекта к орудиям, а три машины не были оснащены пулемётами. В ходе ночного марша, не имея даже карты местности, танки потеряли друг друга и к намеченной точке прибыли лишь четыре из них. Здесь они были заправлены и получили по 40 снарядов к орудию, после чего утром 17 ноября довольно успешно проявили себя при штурме китайских позиций. Двое из отставших танков вышли в расположение других советских частей, где не имея снарядов, всё же сумели поддержать атаку пехоты 106-го стрелкового полка, использовавшей их для прикрытия от вражеского огня. К середине дня эти два танка всё же присоединились к остальным и рота, уже в составе шести машин, предприняла попытку штурма китайских укреплений, но была остановлена противотанковым рвом. Боевых потерь рота за день не понесла, но два танка вышли из строя по техническим причинам, хотя один из них был отремонтирован в тот же день. К вечеру прибыли ещё два отставших танка, блуждавшие по степи после потери отряда, пока у них не кончилось топливо, у третьего же вышла из строя коробка передач.
На следующий день рота в составе семи танков вновь поддерживала пехоту при штурме укреплённых позиций китайцев, но какого-либо результата им удалось добиться лишь после того, как противотанковый ров был частично разрушен. Потерь танки вновь не понесли, лишь одна машина получила повреждения от гранат. Ещё один танк получил повреждения от гранат на следующий день боёв, другая машина вышла из строя из-за сброса гусеницы, но никто из членов экипажей за время боёв не погиб. В целом деятельность танков в ходе конфликта была оценена командованием как удовлетворительная — несмотря на крайне слабую подготовку экипажей и плохую организацию их действий, Т-18 неплохо проявили себя при поддержке пехоты. Бои показали крайне низкую эффективность осколочного снаряда 37-мм пушки, красноармейцами высказывались также пожелания по повышению проходимости, скорости и бронирования танка.

### Поздние годы и Великая Отечественная война
В 1931 году 1 танк получила Монголия.
К началу 1938 года всё ещё находившиеся в строю Т-18 достигли крайней степени износа. В строю к тому времени оставалось 862 танка, включая 160 переданных в 1934—1937 годах в распоряжение укреплённых районов (в дальнейшем укрепрайон, УР) Ленинградского военного округа для строительства ДОТов. Но даже формально остававшиеся на вооружении танки в большинстве своём находились в неисправном состоянии, а многие были к тому же ещё и разоружены (с части Т-18 были демонтированы пушки, переданные для вооружения танков Т-26). Положение усугублялось отсутствием запчастей, которые в частях получали только путём разукомплектования одних танков для ремонта других. В связи с этим распоряжением наркома вооружений от 2 марта Т-18 были сняты с вооружения и 700 из них были переданы в распоряжение укрепрайонов военных округов, а также Народному комиссариату ВМФ.
Переданные укрепрайонам танки подлежали перевооружению на спарки пулемётов ДТ, ДА-2 либо на 45-мм пушки обр. 1932 г. Из неисправных танков демонтировались двигатели и трансмиссия, а бронекорпуса закапывались по башню в землю или просто устанавливались в качестве БОТ (бронированных огневых точек) у мостов, перекрёстков дорог и в других удобных для обороны местах. Сохранившие возможность передвижения своим ходом танки были переданы гарнизонам укрепрайонов для использования в качестве подвижных огневых точек. К началу Великой Отечественной войны в войсках ещё имелось около 450 бронекорпусов и 160 танков. Превращённые в ДОТы Т-18 были в основном сосредоточены на западных границах СССР, некоторое их количество было также установлено в системе укреплений в районе озера Хасан, где в 1938 году проходили бои с Японией.
Сведения о боевом применении Т-18 в Великой Отечественной войне в основном носят отрывочный характер. В большинстве своём танки, сосредоточенные на западных границах СССР, были уничтожены или захвачены в первые дни или недели войны, хотя немногочисленные экземпляры использовались несколько дольше. Танки Т-18 и БОТ на их основе сражались с врагом в укрепрайонах — в частности, известно о боях с их участием в Осовецком, Владимиро-Волынском и Минском УР. Несколько Т-18 было передано в состав 9-го механизированного корпуса, понёсшего большие потери в ходе танкового сражения в районе Луцка — Ровно; 29 июня корпус получил 14 таких танков, из которых на 2 июля осталось всего две машины, из них одна была неисправной. Последнее известное боевое применение Т-18 относится к битве за Москву, в которой зимой 1941—1942 года использовались 9 Т-18 (в действительности это ошибка; речь идет о Т-16, он же ХТЗ-16) из состава 150-й танковой бригады, по документам числившиеся на вооружении вплоть до февраля, когда в бригаде ещё имелось три таких танка. Размещённые в районе озера Хасан в виде фортификационных сооружений Т-18 состояли на вооружении до начала 1950-х годов, когда они были исключены из системы укреплений и заброшены.

## Оценка проекта

### Конструкция
Хотя конструкция Т-18 создавалась на основе FT-17, в ней был применён ряд оригинальных решений. На Т-18 впервые в истории танкостроения были применены поперечное расположение двигателя и его конструктивное объединение в одном блоке с коробкой передач и фрикционом. Такое техническое решение позволило значительно сократить длину моторно-трансмиссионного отделения. Как следствие, от FT-17, в котором двигатель располагался продольно, а моторно-трансмиссионное отделение занимало половину длины корпуса, Т-18 выгодно отличался меньшими длиной корпуса и забронированным объёмом. Но короткий корпус танка и небольшая опорная поверхность гусениц имели и свои отрицательные стороны, например, повышенное раскачивание танка на ходу и снижение способности к преодолению рвов. В конце 1920-х — начале 1930-х годов последней уделялось значительное внимание и эта характеристика Т-18 считалась неудовлетворительной, несмотря на применение «хвоста».

### Вооружение, защищённость и подвижность
По вооружению Т-18 превосходил большинство своих современников в классе лёгких танков за счёт установки в машине и пушки, и пулемёта, тогда как иностранные образцы оснащались лишь одним из этих огневых средств. Однако раздельная установка пулемёта и пушки на Т-18 снижала эффективность их применения, а стоявший на большинстве танков простейший диоптрический прицел не обеспечивал достаточной точности наведения. По опыту применения Т-18 в конфликте на КВЖД дистанция эффективной стрельбы оценивалась не далее 750—800 метров. Кроме того, простое наведение орудия при помощи плечевого упора сводило на нет эффективность стрельбы на ходу. Устанавливавшиеся на Т-18 37-мм пушки обладали сравнительно высокой скорострельностью и позволяли на близких дистанциях бороться с легкобронированной техникой, но опыт конфликта на КВЖД показал, что даже против полевых укреплений лёгкие осколочные снаряды, содержавшие всего 40 грамм взрывчатого вещества, оказались совершенно неэффективными.
Бронирование Т-18 отвечало требованиям своего времени, надёжно защищая его от оружия винтовочных калибров, а на определённых дистанциях — и от огня крупнокалиберных пулемётов, хотя открытые смотровые щели создавали опасность поражения экипажа осколками или брызгами свинца. Специализированные противотанковые орудия появились в войсках уже после снятия Т-18 с производства и получили широкое распространение лишь к середине 1930-х годов. Скорость и запас хода танка, особенно после модернизации в 1930 году, считались удовлетворительными для задач поддержки пехоты, а удельное давление Т-18 на грунт, даже несмотря на сравнительно короткую опорную поверхность гусениц, было крайне низким по меркам танков, что повышало его проходимость.

### Аналоги

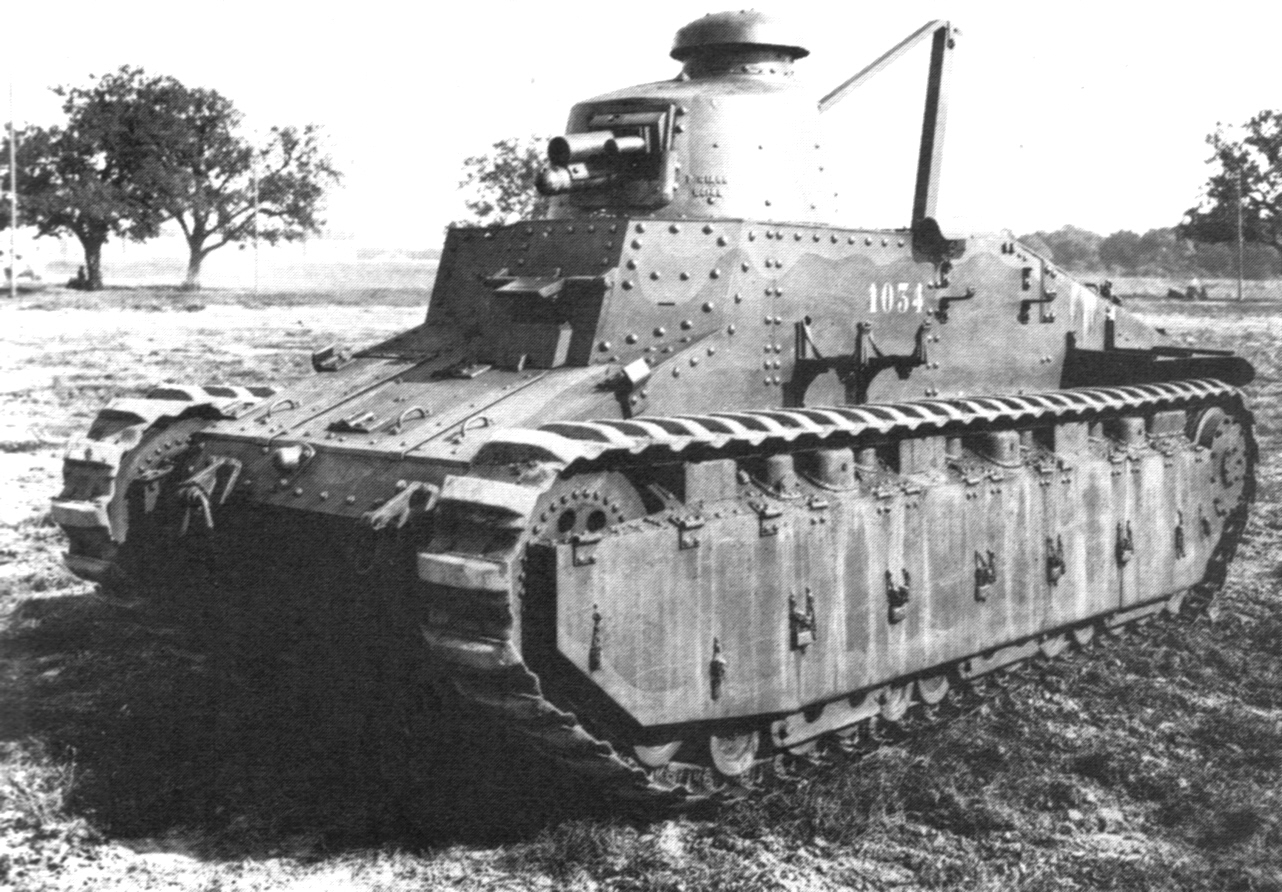
NC 27

Аналогами Т-18 в классе лёгких танков непосредственной поддержки пехоты на момент его создания были французский FT-17, его зарубежные варианты — американский M1917 и итальянский «Фиат 3000», а также мелкосерийный французский NC 27, являвшийся дальнейшим развитием всё того же FT-17. Сравнение Т-18 с разработанным почти на десятилетие ранее FT-17 не вполне правомерно, но в целом Т-18 значительно превосходил своего французского прародителя. Наиболее выраженным было преимущество Т-18 над FT-17 в плане подвижности, несмотря на лишь немногим большую удельную мощность советской машины. Появившаяся в самом конце Первой мировой войны американская версия FT-17 — M1917 — незначительно выигрывала у прототипа лишь в скорости и также значительно уступала Т-18.
Созданный в 1920—1921 годах итальянский «Фиат 3000» являлся серьёзно переработанным вариантом FT-17. В конструкции итальянской машины были устранены многие из недостатков французского прототипа, обусловленные спешностью создания и отсутствием опыта в проектировании танков. Также «Фиат 3000» получил значительно более мощный двигатель, что обеспечило ему лучшую удельную мощность относительно более позднего Т-18, но сохранил устаревшую «полужёсткую» подвеску FT-17. Хотя максимальная скорость танка возросла до 21 км/ч, его подвижность в целом всё равно оценивалась как неудовлетворительная. На практике развиваемая максимальная скорость в условиях бездорожья, определяемая прежде всего подвеской, могла даже быть меньшей, чем у Т-18. По вооружению, аналогичному FT-17, итальянский танк уступал Т-18.

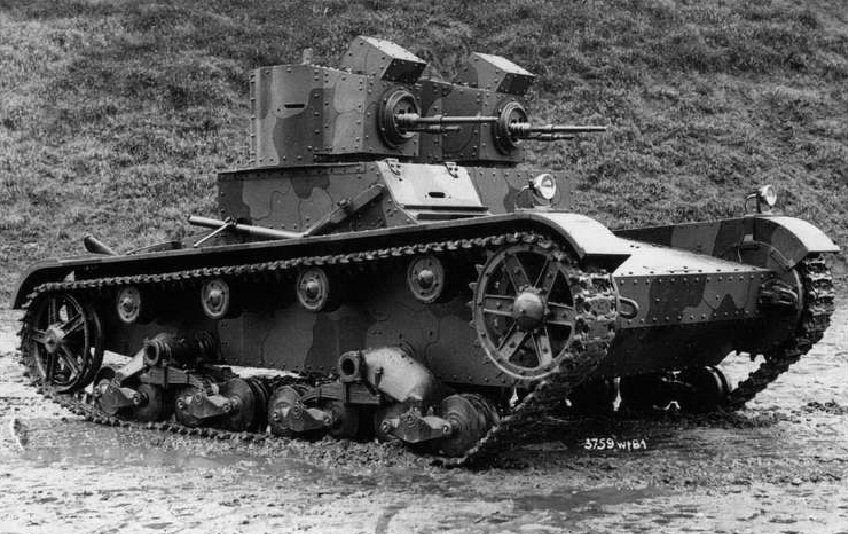
«Виккерс-шеститонный» в пулемётном варианте

Французский NC 27, спроектированный в середине 1920-х, приблизительно соответствовал Т-18 и также являлся результатом глубокой модернизации FT-17. При общем сходстве конструкции с базовым танком и идентичном вооружении, NC 27 стал больше, получил усиленную до 30 мм вертикальную броню и более современную подвеску. Для компенсации возросшей массы на танк устанавливался более мощный по сравнению с FT-17 двигатель. Всё это позволило обеспечить NC 27 подвижность на уровне Т-18 при более слабом вооружении, но лучшем бронировании.
Однако развитие военной и конструкторской мысли в мировом танкостроении не стояло на месте в СССР. Если на момент своего запуска в производство Т-18 находился на уровне иностранных образцов, то уже к 1930 году в классе пехотных танков появились образцы, столь же значительно превосходившие советский танк, как и он — FT-17. Первым из них стал британский «Виккерс-шеститонный» (Mk.E), установивший новый стандарт в классе. Будучи крупнее и тяжелее танков семейства FT-17, Mk.E имел более современную конструкцию тех лет, развивал скорость до 37 км/ч, нёс вооружение из двух пулемётных башен, либо одной двухместной с 37-мм пушкой и пулемётом, а также обладал большим потенциалом развития.
Другой образец, французский D1, был дальнейшим развитием NC 27 и сохранил схожую с ним подвижность при существенно возросшей массе, но получил противоснарядное 35-мм бронирование и 47-мм пушку в двухместной башне. Пристально наблюдавшее за новыми веяниями в танкостроении советское военное руководство получило возможность сравнить первые серийные отечественные танки с передовыми образцами зарубежной техники. Малый танк сопровождения Т-18, равно как и «маневренный» Т-24 были признаны не имеющими перспективы и советское танкостроение встало на путь лицензионного производства иностранных образцов, либо подражания им при отказе на покупку лицензии.

## Сохранившиеся экземпляры
Непосредственно после окончания использования в войсках Т-18 в музеи не попали, в результате чего все из известных сохранившихся образцов были восстановлены из заброшенных машин, устанавливавшихся в качестве неподвижных огневых точек укреплённых районов на Дальнем Востоке и в республике Карелия. Из-за допущенных при восстановлении ошибок, или порой сознательных упрощений, все восстановленные образцы имеют существенные отличия от оригинала. В частности, хотя все образцы относятся к модификации 1930 года, на части из них стоит имитация спаренного пулемёта Фёдорова (а на танке во Владивостоке — даже макет пулемёта «Максим»), ходовая часть в большей или меньшей степени неточна на всех машинах. Только на Дальнем Востоке России известно не менее семи сохранившихся Т-18, все из которых находятся в музеях или установлены в качестве памятников в России.
| Изображение | Населённый пункт | Место нахождения                                     | Информация |
| ----------- | ---------------- | ---------------------------------------------------- | --- |
|             | Верхняя Пышма    | Музей «Боевая слава Урала»                           | Танк образа 1930 года. Эксплуатировался как бронированная огневая точка. Был восстановлен на мощностях поискового клуба «Арьергард». Помимо корпуса танка, большая часть деталей — новодельные. Пропорции шасси не совсем соответствуют оригинальным. |
|             | Владивосток      | Музей Тихоокеанского флота                           | Т-18 из состава ОКДВА. Модель образца 1927 года. Эксплуатировался как бронированная огневая точка. Был доработан в 1980-е годы — на месте пулемётного яблока установлена имитация пулемёта Максима, на месте орудия установлен произвольный ствол. Элементы ходовой не оригинальные. Колпак броневой башни — оригинал. «Хвоста» нет. Единственный экземпляр с шестигранной оригинальной башней образца 1927 года. |
|             | Владивосток      | Музей «Техника XX века в Приморском крае»            | Танк образца 1930 года. Эксплуатировался как бронированная огневая точка. Корпус обнаружили в 2002 году в поселке Байкал Приморского края. Башня передана с погранзаставы Хасанского района. Восстановлением танка занимался военно-патриотический клуб «Техника 20-го века в Приморском крае» на протяжении нескольких лет с задачей максимально приблизиться к оригиналу. Все новодельные элементы воссозданы с чётким соблюдением пропорций и внешнего вида. Танк на ходу и периодически принимает участие в парадах. |
|             | Кубинка          | Бронетанковый музей в Кубинке                        | Является частью экспозиции музея. Танк образца 1930 года. Эксплуатировался как бронированная огневая точка. Был восстановлен сотрудниками музея — установлена имитация пушки. Элементы ходовой не оригинальные. Удалена задняя нижняя часть бронекорпуса из-за увеличения базы танка при установки ходовой части от трактора. Колпак броневой башни — новодел. «Хвост» — новодел. Крепеж крыльев и сами крылья выполнены в произвольной форме. Силовая установка и КПП взяты от автомобиля УАЗ (установлены вдоль), редукторы ведущих колес и удлиненная ходовая часть от трактора Т-54В, гусеничные траки от трактора Т-70.                                               |
|             | Кубинка          | Бронетанковый музей в Кубинке                        | Установлен как монумент, на территории музея. |
|             | Москва           | Центральный музей Вооружённых сил                    | Восстановленный танк образца 1930 года. Эксплуатировался как бронированная огневая точка на Дальнем Востоке. Ходовая часть машины при восстановлении упрощена для улучшения ходовых качеств на случай участия в парадах. Был доработан: Накладка имитирующая пулемётное яблоко. На месте установки орудия в вариантах огневых точек монтировалась бронемаска с двумя отверстиями для монтажа спаренного пулемёта ДА-2. В данном случае имитация орудия смонтирована именно на такой маске (с возможностью только вертикального хода). Элементы ходовой не оригинальные. Колпак броневой башни — оригинал. «Хвост» — новодел. Крепеж крыльев и сами крылья не оригинальные. |
|             | Москва           | Музей Победы                                         | Вкопанный в виде долговременной огневой точки Т-18 с 45-мм пушкой. Танк образца 1930 года. Эксплуатировался как бронированная огневая точка в Карельском Укрепрайоне. Башня и корпус были арестованы при попытке вывоза за рубеж под видом металлолома в 1999 году. Фрагменты танка были переданы музею. Был восстановлен сотрудниками музея — установлен ствол от 45 мм пушки, маска орудия использована от Т-26. Элементы ходовой отсутствуют полностью. Колпак броневой башни — новодел. Мелкие детали: ручки, петли, серьги — новодел. Фронтальный откидной люк и дверцы не оригинал. Оригинальный крепеж крыльев и сами крылья.                                       |
|             | Падиково         | Музей отечественной военной истории                  | Основой для реставрации этого экспоната послужил танковый корпус, найденный поисковиками на местах боев Великой Отечественной. За два года реставрации собрано 95 % оригинальных деталей танка. Недостающие элементы были заново изготовлены строго по заводским чертежам, найденными специалистами музея в архивах. |
|             | Посьет           | На постаменте у рыбозавода                           | Танк образца 1930 года. Эксплуатировался как бронированная огневая точка, был восстановлен. На месте пулемётного яблока установили имитацию пушки. Элементы ходовой далеки от оригинала. Колпак броневой башни — оригинал. «Хвоста» — нет. Этот танк в 1976 году обнаружили в районе озера Хасан, восстановили и в 1978 году подняли на постамент у входа на территорию рыбозавода. Постамент сооружен из больших глыб дикого камня, на нём установлен «Значок участника боёв у озера Хасан 6.8.1938», «Звезда Героя» и надпись: «Героям Xacaна». |
|             | Посьет           | Поселковый музей Посьета                             | Танк образца 1930 года. Эксплуатировался как бронированная огневая точка, был восстановлен. Находится в поселковом музее под открытым небом. На месте пулемётного яблока установлена имитация пушки, на месте установки орудия в вариантах огневых точек монтировалась бронемаска с двумя отверстиями для монтажа спаренного пулемёта ДА-2. Элементы ходовой не оригинальные. Колпак броневой башни — оригинал. «Хвоста» — нет. |
|             | Приморский       | Установлен как монумент под открытым небом           | Танк образца 1930 года. Эксплуатировался как бронированная огневая точка. Изначально представлял собой лишь корпус без башни и переднего откидного щитка в вертикальном лобовом листе. Ходовая часть была заимствована у трактора, из стальных листов сварена имитация башни образца 1927 года, а также изготовлена имитация откидного щитка. |
|             | Славянка         | Установлен как монумент под открытым небом           | Танк образца 1930 года. Эксплуатировался как бронированная огневая точка, был восстановлен. На месте пулемётного яблока установлена имитация пушки, на месте установки орудия в вариантах огневых точек монтировалась бронемаска с двумя отверстиями для монтажа для монтажа спаренного пулемёта ДА-2. Элементы ходовой не оригинальные. Колпак броневой башни — оригинал. «Хвост» — новодел. |
|             | Хабаровск        | Сквер штаба Восточного военного округа               | Памятник воинам-дальневосточникам, погибшим в конфликтах на КВЖД, на озере Хасан и на Халхин-Голе, а также в 1945 году в Маньчжурии, на Курилах и на Сахалине. |
|             | Хабаровск        | Военно-исторический музей Восточного военного округа | В экспозиции музея находится два танка Т-18. Танк образца 1930 года. Эксплуатировался как бронированная огневая точка, был восстановлен в 80-е годы. На месте пулемётного яблока установлена имитация пушки, на месте установки орудия в вариантах огневых точек монтировалась бронемаска с двумя отверстиями для монтажа спаренного пулемёта ДА-2. Элементы ходовой не оригинальные. Колпак броневой башни — оригинал. «Хвост» — новодел. Крепеж крыльев оригинал, сами крылья новодел. |
|             | Хабаровск        | Военно-исторический музей Восточного военного округа | В экспозиции музея находится два танка Т-18. Танк образца 1930 года. Эксплуатировался как бронированная огневая точка, был восстановлен в 80-е годы. На месте пулемётного яблока установлена имитация пушки, на месте установки орудия в вариантах огневых точек монтировалась бронемаска с двумя отверстиями для монтажа спаренного пулемёта ДА-2. Элементы ходовой не оригинальные. Колпак броневой башни — оригинал. «Хвост» — новодел. Крепеж крыльев оригинал, сами крылья новодел. |
|             | Уссурийск        | У штаба 5-й армии ВВО                                | Танк образца 1930 года. Эксплуатировался как бронированная огневая точка, был восстановлен на Уссурийском БТРЗ — установлена имитация пушки и пулемёта (произвольно). Элементы ходовой не оригинальные. Колпак броневой башни — оригинал. «Хвост» — новодел. Крепеж крыльев и сами крылья не оригинальные. Ходовая часть выполнена далеко от оригинала с использованием различных элементов. Танк на ходу. 9 мая 2015 года возглавил механизированную колонну на параде Победы в Хабаровске. |

Также не восстановленные корпуса танков находятся в следующих локациях:
- Музей техники Вадима Задорожного, Московская область;
- Музей битвы за Ленинград, Всеволожск;
- Музей военной археологии поискового объединения Северо-Запад;
- Пограничный район Приморского края. Стоит там в виде бронированной огневой точки с бетонированным подвальным этажом.

## Т-18 в массовой культуре
Пластиковые модели танка МС-1 в масштабе 1:35 в разное время выпускались несколькими предприятиями. В подавляющем большинстве, они изготовлялись по одним и тем же пресс-формам, изначально использовавшимися фирмой «AER Moldova» (Молдова). Впоследствии эти же пресс-формы были использованы российскими фирмами «Восточный экспресс» и «ARK Models», которые продолжают производство по сей день. Качество модели и её соответствие оригиналу (модель воспроизводит танк Т-18 образца 1930 года) невысоки, однако при условии ряда доработок позволяют получить модель приемлемого уровня.
Танк МС-1 представлен в танковых MMO-экшенах «World of Tanks» и «World of Tanks Blitz».
В кино танк Т-18 можно увидеть в советском агитационно-пропагандистском фильме «Если завтра война» (1938), где эти машины, украшенные свастиками, вместе с «Русскими Рено» и ранними образцами Т-26, изображают вражескую бронетехнику.

### Сноски
1. ↑  Данные для пушечного / пулемётного варианта танка.
2. ↑  Характеристики прототипа с башней и двигателем серийного Т-18.
3. ↑  С катаной / литой башней.